# Opacifrons coxata
Opacifrons coxata – gatunek muchówki z rodziny Sphaeroceridae i podrodziny Limosininae.
Gatunek ten opisany został w 1855 roku przez Christiana Stenhammara jako Limosina coxata.
Muchówka o ciele długości od 1 do 1,3 mm. Jej głowa ma policzki, twarz i przód czoła o zabarwieniu innym niż żółte. Ponadto policzki i twarz są pozbawione gęstego opylenia białego koloru. Odległość między czułkami jest nie większa niż szerokość ich trzeciego członu. Tułów jej cechuje się nagą, ubarwioną jak śródplecze tarczką ze szczecinkami tylko wzdłuż tylnego brzegu. Skrzydła mają ciemne żyłki, a szczecinki na pierwszym sektorze żyłki kostalnej co najwyżej dwukrotnie dłuższe niż na drugim jej sektorze. Ich użyłkowanie odznacza się prawie prostą żyłką radialną R4+5. Środkowa para odnóży ma pierwszy człon stopy zaopatrzony w długą szczecinkę na spodzie, a spód goleni u obu płci pozbawiony szczecinki przedwierzchołkowej. Barwa stóp jest czarna. U samicy przysadki odwłokowe wyposażone są w krótkie, czarne szczecinki.
Owad znany z prawie wszystkich krajów Europy, w tym z Polski. Ponadto występuje w palearktycznej Azji, Afryce Północnej, Makaronezji, krainie etiopskiej i Ameryce Północnej.